# Cardener
Le Cardener est une rivière de Catalogne, en Espagne. Les sources du Cardener, se trouvent à une altitude d’environ 1 100 mètres  dans une vallée entre les chaînes du Port del Comte (ca) (2 332 m) et du ‘Verd’ (2 271 m), dans la municipalité de La Coma i la Pedra (Lérida). Avec un débit moyen de 6,5 m3/s, elle se jette dans le fleuve Llobregat, à Castellgalí, à la fin d’un trajet de 87 kilomètres. 
Lors de son parcours le Cardener alimente les réservoirs de La Llosa del Cavall (ca) et Sant Ponç (ca), situés respectivement entre Sant Llorenç de Morunys et Clariana de Cardener. Ce dernier réservoir date de 1921. Tous les deux sont ouverts aux sports aquatiques. 

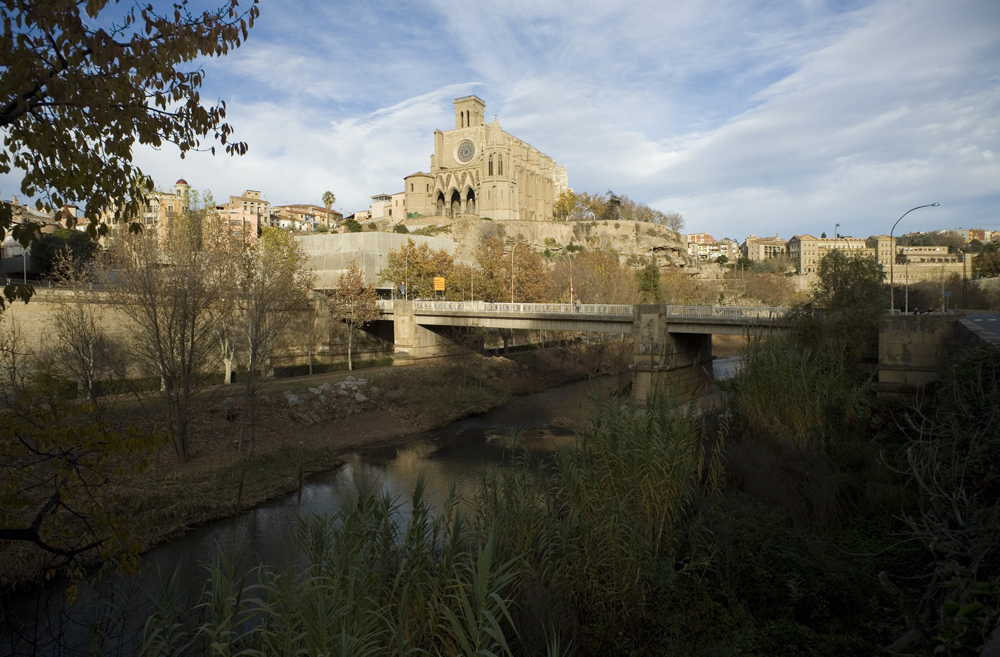
Le Cardener passant à Manrèse.

## Histoire
Saint Ignace de Loyola, le fondateur des jésuites, passe près d’une année (25 mars 1522 à février 1523) dans une grotte surplombant le Cardener, à l’extérieur de la ville de Manrèse. Ayant quitté Loyola (Azpeitia) après sa conversion religieuse il s’installe au bord du Cardener, où dans une vie de prière et d’ascèse extrême il cherche à découvrir où Dieu le conduit. En août ou septembre il y connait  un ravissement mystique durant lequel il se sent transformé en profondeur. Assis au bord du Cardener « les yeux de son intelligence s’ouvrent. Ce n’est pas une vision, mais il apprend et comprend beaucoup de choses, dans le domaine spirituel comme celui de la foi. Il a une telle illumination que tout lui semble nouveau et clair dans leur unité. Rien dans tout ce qu’il apprit plus tard, même dans leur somme, n’équivalait à cette illumination ». 